# Alter Real
El Alter Real es una raza de caballo originaria de Portugal. Su nombre proviene de la localidad de Alter do Chão y de la palabra real, referida a la realeza. El Alter Real es una raza ibérica íntimamente relacionada con el caballo andaluz y el caballo lusitano y, al igual que ellos, es un caballo barroco.

## Historia
El Alter Real se creó en 1748 por la Casa de Braganza en Villa do Portel. El propósito era proveer las Caballerizas Reales de Lisboa de caballos adecuados para la equitación clásica y para el tiro de carruajes. Tras ocho años, la yeguada fue  trasladada a Alter, una ciudad conocida por sus buenos pastos. 
La raza se inició con 300 yeguas andaluzas, traídas de España y con sementales árabes. Durante la Invasión Francesa de la Península Iberíca (1808-1814) la mayoría de los ejemplares fueron repartidos entre las tropas napoleónicas. En 1834 se produjo el cierre de la yeguada tras la abdicación de Miguel I de Portugal. Hubo intentos de revitalizar la raza con aportaciones de Hannoveriano, Normando, Pura Sangre Inglés y caballo árabe sin obtener buenos resultados, siendo particularmente malo el aporte de sangre árabe. A finales del siglo XIX se añadió sangre andaluza, lo que finalmente logró mejorar la cabaña. Como consecuencia de la abolición de la monarquía en Portugal, la yeguada habría desaparecido de no haberlo evitado Ruy d'Andrade, considerado la mayor autoridad ecuestre de Portugal, quien salvó una pequeña cantidad de ejemplares de Alter y organizó dos líneas de sangre. 
En 1932 la yeguada pasó al Ministerio de Agricultura, tras lo cual la raza ha sido mejorada con la cuidadosa selección de hembras de vientre y sementales. Actualmente el número de Alter Real no es muy elevado aunque no están en peligro de extinción.

## Descripción
Se dice que el Alter Real moderno es similar a los ejemplares del siglo XVIII. La raza tiene un paso alto y una gran flexión de rodillas. Un poderoso y bien situado corvejón contribuye a un buen movimiento. La alzada oscila entre 150 y 160 cm. Los colores más habituales son el bayo, castaño, tordo y alazán. El cuello es arqueado, musculoso, corto y erguido por naturaleza y el perfil de la cabeza recuerda al de los caballos andaluces y lusitanos. El cuerpo es corto, la grupa redondeada y la implantación de la cola es baja.